# Liste von Nebenflüssen der Oder
Liste von Nebenflüssen der Oder

## Hydrographisches Flusssystem
Rechte Nebenflüsse
- Smolenský potok:
- Novoveský potok:
- Plazský potok: Rechte Nebenflüsse: Milovanský potok
- Mastnik:
- Klikatý potok:
- Studený potok:
- Chudý potok:
- Něčínský potok:
- Luha
- Jičínka
- Lubina: Rechte Nebenflüsse: Bystrý potok, Tichávka, Trnávka Linke Nebenflüsse: Kopřivnička
- Mała Panew: Rechte Nebenflüsse: Lublinica, Ligancja Linke Nebenflüsse: Stoła
- Widawa
- Barycz
- Warthe: Rechte Nebenflüsse: Widawka, Rgielewka, Ner, Meszna, Wełna, Noteć, Kłodawka, Cybina Linke Nebenflüsse: Kiełbaska, Liswarta, Prosna, Obra, Postumfließ, Żeglina
- Myśla
- Kurzyca
- Słubia
- Rurzyca
- Tywa
- Omulna
- Ina: Rechte Nebenflüsse: Reczyca, Krąpiel, Małka, Wisełka, Wiśniówka, Struga Goleniowska Linke Nebenflüsse: Stobnica, Mała Ina

Linke Nebenflüsse
- Winkelwasser:
- Tannenwasser:
- Střelenský potok:
- Libavský potok: Rechte Nebenflüsse: Heroltovický potok, Smilovský potok
- Lazský potok: Rechte Nebenflüsse: Anenský potok
- Podleský potok:
- Tichý potok:
- Oldřůvka:
- Budišovka:
- Porubka
- Opava: Rechte Nebenflüsse: Střední Opava, Uhlířský potok, Skrbovický potok, Oborenský potok, Hájnický potok, Černý potok, Čižina, Velká, Lipinka, Heraltický potok, Moravice, Strouha, Sedlinka, Ohrozima, Hrabyňka, Děhylovský potok Linke Nebenflüsse: Černá Opava, Goldoppa, Opusta
- Bełk
- Przykopa
- Zinna
- Osobłoga: Ossa, Prudnik, Biała
- Nysa Kłodzka Ścinawa Niedmodlińska, Biela, Ścinawka, Bystrzyca Dusznicka, Biała Lądecka, Habelschwerdter Weistritz
- Oława: Krynka, Gnojna, Podgródka, Brochówka
- Bystrzyca Świdnicka: Piława (Fluss), Czarna Woda, Strzegomka
- Kaczawa: Rechte Nebenflüsse: Nysa Szalona, Wierzbiak Linke Nebenflüsse: Skorą (Schnelle Deichsa), Czarna Woda
- Bober: Zadrna, Lesk, Łomnica, Kamienna, Sprotte, Queis, Czerna
- Lausitzer Neiße: Rechte Nebenflüsse: Wittig, Lubis Linke Nebenflüsse: Mandau, Pließnitz, Malxe
- Welse

## Nebenflüsse der Oder nach politischer Zugehörigkeit
Deutschland:
- Alte Oder
- Lausitzer Neiße
- Welse

Polen:
- Bartsch (polnisch Barycz)
- Birawka (polnisch Bierawka)
- Bober (polnisch Bóbr)
- Eilang (polnisch Ilanka)
- Glatzer Neiße (polnisch Nysa Kłodzka)
- Hotzenplotz (polnisch Osobłoga)
- Ihna (polnisch Ina)
- Katzbach (polnisch Kaczawa)
- Klodnitz (polnisch Kłodnica)
- Kuritz (polnisch Kurzyca)
- Lausitzer Neiße (polnisch Nysa Łużycka)
- Lohe (polnisch Ślęza)
- Malapane (polnisch Mała Panew)
- Mietzel (polnisch Mysla)
- Olsa (polnisch Olza)
- Ohle (polnisch Oława)
- Pleiske (polnisch Pliszka)
- Ruda (Raude)
- Röhrike (polnisch Rurzyca)
- Schlibbe (polnisch Słubia)
- Schweidnitzer Weistritz (polnisch Bystrzyca Świdnicka)
- Stober (polnisch Stobrawa)
- Thue (polnisch Tywa)
- Warthe (polnisch Warta)
- Weide (polnisch Widawa)
- Zinna (polnisch Psina)

Tschechien
- Bober (tschechisch Bobr)
- Glatzer Neiße (tschechisch Kladská Nisa)
- Hotzenplotz (tschechisch Osoblaha)
- Lausitzer Neiße (tschechisch Lužická Nisa)
- Olsa (tschechisch Olše)
- Oppa (tschechisch Opava)
- Ostrawitza (tschechisch Ostravice)
- Titsch  (Jičínka)

- Karte mit allen verlinkten Seiten:
- OSM |
- WikiMap